# Muhammad Ramzan Ali
Muhammad Ramzan Ali (* 13. Dezember 1932 in Ludhiana, heute Indien) ist ein ehemaliger pakistanischer Weitspringer, Dreispringer und Sprinter.
Bei den Olympischen Spielen 1956 in Melbourne schied er im Weitsprung und im Dreisprung in der Qualifikation aus.
1958 gewann er im Weitsprung Bronze bei den Asienspielen in Tokio und bei den British Empire and Commonwealth Games in Cardiff.
Bei den Olympischen Spielen 1960 in Rom erreichte er in der 4-mal-100-Meter-Staffel das Halbfinale. Im Weitsprung schied er in der Vorrunde ohne gültigen Versuch aus.

## Persönliche Bestleistungen
- Weitsprung: 7,43 m, 1960
- Dreisprung: 14,09 m, 1957